# Karol Sverkersson
Karol Swerkersson, Karol VII, szw. Karl Sverkersson (ur. ok. 1130., zm. 12 kwietnia 1167) – król Szwecji 1161–1167 z dynastii Swerkerydów.

## Życiorys
Dokładna data urodzenia Karola nie jest znana. Był synem króla Szwecji Swerkera I Starszego i jego pierwszej żony Ulfhildy (zm. przed 1143), wdowy po królu szwedzkim Inge II oraz po królu duńskim Nielsie Starym.
Ojciec Karola został zamordowany 25 grudnia 1156, w pobliżu opactwa Alvastra z polecenia Duńczyka Magnusa Henrikssona, uznającego się za ostatniego potomka szwedzkich królów z rodu Stenkila. Po śmierci Swekera I samodzielne rządy objął współwładca Eryk IX z rodu Erykidów, a młody Karol zdołał utrzymać się jedynie we wschodniej części Götalandu (tzw. Östergötland). W 1160 Eryk IX także zginął zamordowany, o co podejrzewano sprawcę śmierci Swerkera I, jak również Karola. Gdy Eryk zginął władzę w Szwecji na krótko przejął Magnus Henriksson, ale już w 1161 Swerkersson wykorzystując niechęć ludności do Duńczyka wygnał go z kraju i ogłosił się królem Szwecji.
Aż do czasów panowania Karola Swerkerssona Kościół szwedzki był podporządkowany duńskiemu arcybiskupstwu w Lund (położonemu w duńskiej ówcześnie Skanii). Nowy król postanowił zmienić ten stan rzeczy i wyjednał w rzymskiej kurii zgodę na powołanie nowego arcybiskupstwa w Szwecji. W 1164 siedzibą nowego arcybiskupa Stefana została Uppsala.
W czasie swego panowania król Karol musiał toczyć boje z synem Eryka IX – Knutem Erikssonem. Rywalizacja ta skończyła się 12 kwietnia 1167 zabójstwem Karola Swerkerssona na wyspie Visingsö na jeziorze Wetter dokonanym przez ludzi Knuta. Po śmierci Karola nowym królem Szwecji został Knut Eriksson.
Żoną Karola była Krystyna, córka duńskiego możnego Stiga Tokesena zwanego Hvitaledhr (Białoskóry) i Margaret (córka duńskiego księcia Kanuta Lavarda). Synem królewskiej pary był Swerker II Młodszy (późniejszy król Szwecji w latach 1196–1208), który po śmierci ojca został przez jego stronników wywieziony do Danii.
Karol Swerkersson jest pierwszym znanym historycznie, potwierdzonym źródłowo szwedzkim królem o tym imieniu, jednakże w XVI w. szwedzki uczony Johannes Magnus w dziele Historia de omnibus gothorum sueonumque regibus opisał legendarne początki historii Szwedów i Gotów, gdzie przedstawił listę królów panujących jakoby przed Erykiem Zwycięskim (zm. 994) i umieścił na niej sześciu królów o imieniu Karol.